# Parageinitzina
Parageinitzina es un género de foraminífero bentónico considerado un sinónimo posterior de Pachyphloia de la familia Pachyphloiidae, de la superfamilia Geinitzinoidea, del suborden Fusulinina y del orden Fusulinida. Su especie tipo era Parageinitzina depressa. Su rango cronoestratigráfico abarcaba el Lopingiense (Pérmico superior).

## Clasificación
Parageinitzina incluye a la siguiente especie:
- Parageinitzina depressa †